# Borstelgras
Borstelgras (Nardus stricta) is een vaste plant die behoort tot de grassenfamilie (Poaceae). De soort staat op de Nederlandse Rode lijst van planten als algemeen voorkomend maar sterk afgenomen. De plant komt van nature voor op het noordelijk halfrond. In Zuid-Holland en Zuid-Limburg is de plant zeer zeldzaam.
Borstelgras groeit in dichte pollen of zelfs kleine horsten en wordt 10-40 cm hoog. De dunne stengels staan rechtop en zijn meestal alleen aan de voet met bladeren bezet. De borstelvormige, ruwe bladeren zijn grijsgroen. Het drienervige, afgeknotte tongetje is 0,9 mm lang.
De plant bloeit in mei en juni met 3-8 cm lange, groene of paarsachtige aren. De 7-15 mm lange aartjes staan in twee rijen aan één zijde van de as. Het onderste, driehoekige kelkkafje heeft een brede voet dat met de stengel is vergroeid. Het bovenste kelkkafje ontbreekt of is zeer klein. Het onderste, genaalde kroonkafje is 9 mm lang en het bovenste 5 mm. De stempels zijn ongeveer 8 mm lang.

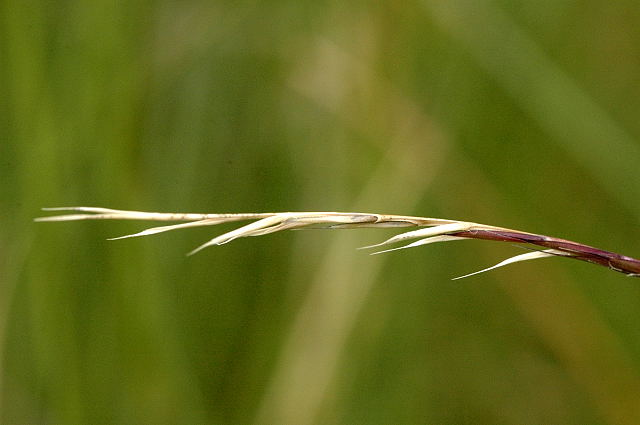
Aar

De vrucht is een graanvrucht.

## Ecologie
Borstelgras komt voor op arme, droge, zure gronden langs heidepaden en in blauwgrasland, ook wel pijpenstrootjesgrasland genoemd.

### Syntaxonomie
In de syntaxonomie staat borstelgras te boek als kensoort voor de klasse van heischrale graslanden (Nardetea).
Tevens is het een indicatorsoort voor het vochtig heischraal grasland (hmo) en voor het droog heischraal grasland (hn), twee karteringseenheden in de Biologische Waarderingskaart (BWK) van Vlaanderen en het Brussels Hoofdstedelijk Gewest.

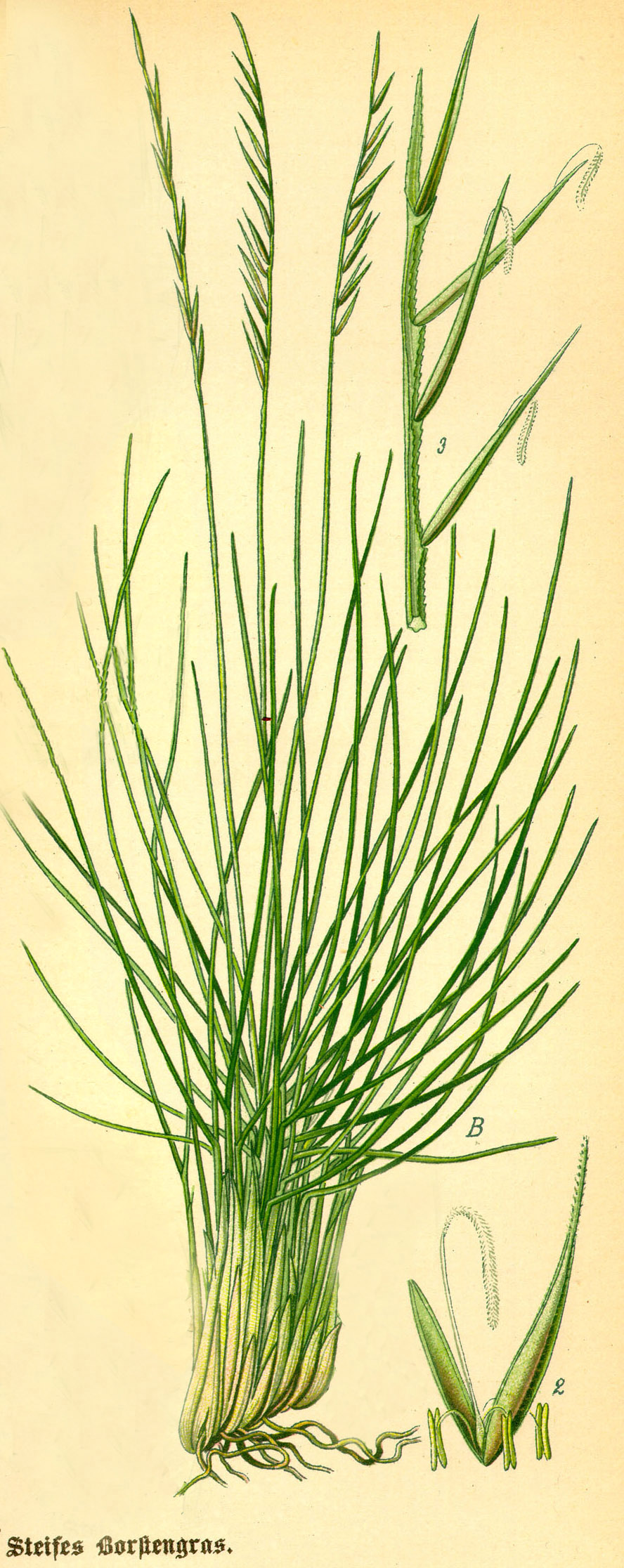
Borstelgras